# Schalla (König)
Schalla war ein elamitischer König. Schalla ist bisher von 12 Rechtsurkunden, deren Fundort unsicher ist, bekannt. Er erscheint auch in einer Rechtsurkunde, die sich in Susa fand. Obwohl er nie als König bezeichnet wird, wird doch meist angenommen, dass es sich um einen elamitischen König handelt, da sein Name in einer Art und Weise in Eidesformeln genannt wird, in der auch andere elamitische Könige (z. B. Tepti-Ahar) genannt werden, die mit Sicherheit von anderen Quellen als Könige belegt sind. Schalla datiert in den Zeitraum von 1500 bis 1350 v. Chr.